# New Prague
New Prague – miasto w Stanach Zjednoczonych, w stanie Minnesota, w hrabstwie Le Sueur. Zostało założone w 1856 przez Czechów i nazwa nawiązuje do Pragi.